# Sidney Sheldon
Sidney Sheldon (született Sidney Schechtel) (Chicago, 1917. február 11. – Rancho Mirage, 2007. január 30.) amerikai író, Oscar-díjas forgatókönyvíró.

## Életpályája
Sidney Sheldon 1917-ben született orosz zsidó származású szülők gyerekeként, Chicagóban, Sidney Schechtel néven. Anyja Natalie Leeb (1897–1983), apja Ascher „Otto” Schechtel ékszerboltot vezetett. Bár saját bevallása szerint családjában ő volt az egyetlen, aki középiskolát végzett és apja egyáltalán nem olvasott, Sidney figyelme már korán az irodalom felé fordult: gyerekkorában verseket írt és ezek egyikével tízévesen már pénzt is keresett. Aztán a Northwestern University hallgatójaként rövid színdarabokat írt a drámacsoport részére. Elhatározván, hogy szövegkönyvíró lesz, tizenhét éves korában, Chicagót hátrahagyva Los Angelesbe ment. Első munkájaként forgatókönyvek szemlézett a Universal Studios-nál.
A második világháború alatt az Amerikai Egyesült Államok légierejénél szolgált pilótaként. Leszerelése után New Yorkban élt, ahol musicaleket írt a Broadway számára, ezek egyikével, a Redhead cíművel 1959-ben elnyerte a Tony-díjat. Később visszatért Hollywoodba, ahol megírta a The Bachelor and the Bobby-Soxer (Az agglegény és a tinédzser) című film forgatókönyvét, amiért 1947-ben a legjobb eredeti forgatókönyv kategóriában Oscar-díjat kapott. Több televíziós sorozat forgatókönyvét is évekig ő írta: Jeannie, a háziszellem (I Dream of Jeannie), The Patty Duke Show, Hart to Hart és Nancy.
Regényírásba ötvenéves kora után kezdett, első műve, a The Naked Face (Álarc nélkül) 1969-ben jelent meg, és rögtön meg is kapta az Edgar Allan Poe-díjat a legjobb első regény kategóriában.
Első feleségével, Jane Kaufman Hardinggel 1945-ben házasodtak össze és 1948-ban váltak el. Második feleségét, Jorja Curtrightot 1951-ben vette el, és 1985-ig, Jorja haláláig éltek házasságban; egy Mary nevű lányuk született. Alexandra Sheldon 1989-től 2007-ig, Sidney Sheldon haláláig volt a felesége.
Évekig bipoláris zavarral küzdött, tizenhét éves korában öngyilkosságot kísérelt meg, amiről a The Other Side of Me (A másik énem) című önéletrajzi regényében vallott.
2007. január 30-án tüdőgyulladásból adódó szövődmények következtében hunyt el a kaliforniai Rancho Mirage-ban.

### Díjak, kitüntetések, elismerések
- 1947-ben Oscar-díjat kapott a The Bachelor and the Bobby-Soxer (Az agglegény és a tinédzser) című film forgatókönyvéért.
- Redhead című musicaljével 1959-ben elnyerte a Tony-díjat.
- The Naked Face (Álarc nélkül) című művével 1969-ben elnyerte az Edgar Allan Poe-díjat.
- 1988-ban csillagot kapott a Hollywood Walk of Fame-en.
- A világ leggyakrabban fordított írójaként 1997-ben bekerült a Guinness Rekordok Könyvébe.

## Művei

### Könyvek

#### Regények
Könyveit ötvenegy nyelvre fordították le, és 180 országban több mint 300 millió példányban keltek el. Mindegyik regénye első helyezést ért el a The New York Times bestseller listáján, és sokat meg is filmesítettek.
- The Naked Face (1969) – Álarc nélkül
- The Other Side of Midnight (1973) – És rátört a sötétség (1989)
- A Stranger in the Mirror (1976) – Szereposztó díványok (1992), Idegen a tükörben (1996)
- Bloodline (1977) – Vérvonal (1990)
- Rage of Angels (1980) – Angyalok dühe (1989)
- Master of the Game (1982) – Mesterjátszma (1992)
- If Tomorrow Comes (1985) – Ha eljön a holnap (1991)
- Windmills of the Gods (1987) – Istenek malmai (1990)
- The Sands of Time (1988) – Hajsza (1991), Az idő homokja (2002)
- Memories of Midnight (1990) – Az éjszaka titkai (1992)
- The Doomsday Conspiracy (1991) – Ítéletnap (1993), A Doomsday összeesküvés (1999)
- The Stars Shine Down (1992) – Halványuló csillagok (1995)
- Nothing Lasts Forever (1994) – Semmi sem tart örökké (1995), Egyszer minden véget ér (1996)
- Morning, Noon and Night (1995) – Reggel, délben, este (1996)
- The Best Laid Plans (1997) – Az elnök szeretője (1998), A legszebb tervek (1998)
- Tell Me Your Dreams (1998) – Ashley három élete (1999)
- The Sky Is Falling (2001) – Ránk szakad az ég (2001)
- Are You Afraid of the Dark? (2004) – Félsz a sötétben? (2006)

#### Önéletrajz
- The Other Side of Me (2004) – A másik énem (2007)

### Filmek
- The Bachelor and the Bobby-Soxer – Az agglegény és a tinédzser (1947)
- Annie Get Your Gun – Annie, a mesterlövész (1950)
- Three Guys Named Mike (1951)
- Dream Wife – Álmaim asszonya (1953)
- You're Never Too Young (1955)
- Anything Goes (1956)
- Billy Rose's Jumbo – Jumbo (1962)
- I Dream of Jeannie – Jeannie, a háziszellem (1965-1970)
- Bloodline – Vérvonal (1979)

## Magyarul
- Angyalok dühe; ford. Fazekas István; Interpress, Bp., 1989 (IPM könyvtár)
- És rátört a sötétség; ford. Somogyi Márta; Fabula, Bp., 1989
- Istenek malmai; ford. Csillag Zsuzsa; I. P. Coop., Bp., 1990 (I. P. C. könyvek)
  - (Összeesküvők címen is)
- Vérvonal; ford. Szalai Ágnes; Fabula, Bp., 1990
- Álarc nélkül; ford. Fazekas István; Interpress, Bp., 1990 (IPM könyvtár)
- Ha eljön a holnap; ford. Csillag Zsuzsa; I.P.C. Könyvek, Bp., 1991 (I. P. C. könyvek)
- Hajsza; ford. Csillag Zsuzsa; Interpress–I.P.C. Könyvek, Bp., 1991 (IPM könyvtár)
  - (Az idő homokja címen is)
- Mesterjátszma; ford. Csáki Judit; I. P. C. Könyvek, Bp., 1992 (I. P. C. könyvek)
- Az éjszaka titkai; ford. Csillag Zsuzsa; I. P. C. Könyvek. Bp., 1992 (I. P. C. könyvek)
- Szereposztó díványok; ford. Szántó Péter; Fabula, Bp., 1992
  - (Idegen a tükörben címen is)
- Ítéletnap; ford. Csillag Zsuzsa; I. P. C. Könyvek, Bp., 1993 (I. P. C. könyvek)
  - (A Doomsday összeesküvés címen is)
- Halványuló csillagok; ford. Gálvölgyi Judit; Magyar Könyvklub, Bp., 1995
- Összeesküvők; ford. Csillag Zsuzsa; I. P. C. Könyvek, Bp., 1995
  - (Istenek malmai címen is)
- Semmi sem tart örökké; ford. Fazekas László; I. P. C. Könyvek, Bp., 1995 (I. P. C. könyvek)
  - (Egyszer minden véget ér címen is)
- Reggel, délben, este; ford. Fazekas László; I. P. C. Könyvek, Bp., 1996 (I. P. C. könyvek)
- Egyszer minden véget ér; ford. Odze György; Magyar Könyvklub, Bp., 1996
  - (Semmi sem tart örökké címen is)
- Idegen a tükörben; ford. Dobrás Zsófia; Magyar Könyvklub, Bp., 1996
  - (Szereposztó díványok címen is)
- Az elnök szeretője; ford. Fazekas László; I. P. C. Könyvek, Bp., 1998 (I. P. C. könyvek)
  - (A legszebb tervek címen is)
- Ashley három élete; ford. Fazekas László; I. P. C. Könyvek, Bp., 1999 (I. P. C. könyvek)
- A Doomsday összeesküvés; ford. Csillag Zsuzsa .I. P. C. Könyvek, Bp., 1999 (I. P. C. könyvek)
  - (Ítéletnap címen is)
- Egy idegen a tükörben; ford. Szántó Péter; I. P. C. Könyvek, Bp., 2000 (I. P. C. könyvek)
  - (Szereposztó díványok címen is)
- Ránk szakad az ég; ford. Fazekas László; I. P. C. Könyvek, Bp., 2001 (I. P. C. könyvek)
- A legszebb tervek; ford. Fazekas László; I. P. C. Könyvek, Bp., 2001 (I. P. C. könyvek)
  - (Az elnök szeretője címen is)
- Az idő homokja; ford. Csillag Zsuzsa; I. P. C. Könyvek, Bp., 2002 (I. P. C. könyvek)
  - (Hajsza címen is)
- Félsz a sötétben?; ford. Sinka Erika; I. P. C. Könyvek, Bp., 2006 (I. P. C. könyvek)
- A másik énem; ford. Sinka Erika; I. P. C. Könyvek, Bp., 2007 (I. P. C. könyvek)

### Egyéb, Sidney Sheldon alapján
- Tilly Bagshawe: A kőr dáma; ford. Sinka Erika; I. P. C. Könyvek, Bp., 2010 (I. P. C. könyvek)
- Tilly Bagshawe: A sötétség múltán; ford. Sinka Erika; I. P. C. Könyvek, Bp., 2011 (I. P. C. könyvek)
- Tilly Bagshawe: A sötétség angyala; ford. Sinka Erika; I. P. C. Könyvek, Bp., 2012 (I. P. C. könyvek)
- Tilly Bagshawe: Emlékörvények; ford. Sinka Erika; I. P. C. Könyvek, Bp., 2013 (I. P. C. könyvek)
- Tilly Bagshawe: A holnap nyomában; ford. Sinka Erika; I. P. C. Könyvek, Bp., 2015 (I. P. C. könyvek)
- Tilly Bagshawe: A vakmerő; ford. Sinka Erika; I. P. C. Könyvek, Bp., 2016 (I. P. C. könyvek)